# 刘授
劉授（?—?），表字孟春，彭城郡武原縣（今江蘇省邳州市西北）人，东汉时期的大臣。
劉授是漢朝宗室。官至宗正。漢安帝延光元年（122年）四月十九，司空陳褒免職後，五月初七，劉授被任命为司空。他和外戚閻顯、宦官江京勾結，延光四年（125年），在漢安帝死後，擁立北鄉侯劉懿為皇帝，劉懿駕崩，宦官孫程、王康、李剛等人殺死江京，立廢太子劉保為漢順帝。以劉授黨附閻顯、江京，舉薦非人而免除司空之職。十二月初一，擢升少府、河南郡人陶敦为司空。